# Puchar Świata w narciarstwie dowolnym 1993/1994
Puchar Świata w narciarstwie dowolnym 1993/1994 rozpoczął się 10 grudnia 1993 we francuskim Tignes, a zakończył 13 marca 1994 w szwajcarskim Hasliberg. Była to 15 edycja Pucharu Świata w narciarstwie dowolnym. Puchar Świata rozegrany został w 7 krajach i 12 miastach na 2 kontynentach. Najwięcej zawodów odbyło się we Francji, po 14 dla mężczyzn i kobiet. Rozegrano 63 zawody dla mężczyzn i 64 dla kobiet.
Obrońcą Pucharu Świata wśród mężczyzn był Amerykanin Trace Worthington, a wśród kobiet Kanadyjka Katherina Kubenk. W tym sezonie triumfowali: Rosjanin Siergiej Szuplecow wśród mężczyzn oraz Amerykanka Kristean Porter wśród kobiet.

## Konkurencje
- AE = skoki akrobatyczne
- MO = jazda po muldach
- BA = balet narciarski
- KB = kombinacja

## Mężczyźni

### Kalendarz i wyniki
| Lp                                                 | Data             | Miejsce      | Konkurencja | Zwycięzca          | 2. miejsce         | 3. miejsce         |
| 1.                                                 | 10 grudnia 1993  | Tignes       | BA          | Fabrice Becker     | Heini Baumgartner  | Armin Weiss        |
| 2.                                                 | 10 grudnia 1993  | Tignes       | BA          | Fabrice Becker     | Heini Baumgartner  | Roberto Franco     |
| 3.                                                 | 11 grudnia 1993  | Tignes       | MO          | Thony Hemery       | Olivier Cotte      | Edgar Grospiron    |
| 4.                                                 | 12 grudnia 1993  | Tignes       | AE          | Trace Worthington  | Sonny Schönbächler | Christian Rijavec  |
| 5.                                                 | 12 grudnia 1993  | Tignes       | KB          | Trace Worthington  | Siergiej Szuplecow | Jonny Moseley      |
| 6.                                                 | 14 grudnia 1993  | Piancavallo  | BA          | Fabrice Becker     | Rune Kristiansen   | Heini Baumgartner  |
| 7.                                                 | 14 grudnia 1993  | Piancavallo  | BA          | Fabrice Becker     | Rune Kristiansen   | Heini Baumgartner  |
| 8.                                                 | 16 grudnia 1993  | Piancavallo  | AE          | Nicolas Fontaine   | Christian Rijavec  | Eric Bergoust      |
| 9.                                                 | 20 grudnia 1993  | La Plagne    | BA          | Heini Baumgartner  | Fabrice Becker     | Steven Roxberg     |
| 10.                                                | 20 grudnia 1993  | La Plagne    | BA          | Heini Baumgartner  | Fabrice Becker     | Steven Roxberg     |
| 11.                                                | 21 grudnia 1993  | La Plagne    | MO          | Edgar Grospiron    | Sean Smith         | Nick Cleaver       |
| 12.                                                | 21 grudnia 1993  | La Plagne    | MO          | Pierre Forget      | Olivier Cotte      | Bruno Bertrand     |
| 13.                                                | 7 stycznia 1994  | Blackcomb    | BA          | Fabrice Becker     | Rune Kristiansen   | Heini Baumgartner  |
| 14.                                                | 7 stycznia 1994  | Blackcomb    | BA          | Fabrice Becker     | Heini Baumgartner  | Ian Edmondson      |
| 15.                                                | 8 stycznia 1994  | Blackcomb    | MO          | Jean-Luc Brassard  | Siergiej Szuplecow | John Smart         |
| 16.                                                | 8 stycznia 1994  | Blackcomb    | MO          | Siergiej Szuplecow | Jean-Luc Brassard  | Marc McDonell      |
| 17.                                                | 9 stycznia 1994  | Blackcomb    | AE          | Nicolas Fontaine   | Christian Rijavec  | Philippe LaRoche   |
| 18.                                                | 9 stycznia 1994  | Blackcomb    | KB          | David Belhumeur    | Siergiej Szuplecow | Rick Moseley       |
| 19.                                                | 14 stycznia 1994 | Breckenridge | BA          | Rune Kristiansen   | Fabrice Becker     | Heini Baumgartner  |
| 20.                                                | 14 stycznia 1994 | Breckenridge | BA          | Heini Baumgartner  | Ian Edmondson      | Fabrice Becker     |
| 21.                                                | 15 stycznia 1994 | Breckenridge | MO          | Edgar Grospiron    | Siergiej Szuplecow | Olivier Cotte      |
| 22.                                                | 15 stycznia 1994 | Breckenridge | MO          | Edgar Grospiron    | Siergiej Szuplecow | Sean Smith         |
| 23.                                                | 16 stycznia 1994 | Breckenridge | AE          | Philippe LaRoche   | Lloyd Langlois     | Sonny Schönbächler |
| 24.                                                | 16 stycznia 1994 | Breckenridge | KB          | Darcy Downs        | Siergiej Szuplecow | David Belhumeur    |
| 25.                                                | 20 stycznia 1994 | Lake Placid  | BA          | Fabrice Becker     | Heini Baumgartner  | Rune Kristiansen   |
| 26.                                                | 20 stycznia 1994 | Lake Placid  | BA          | Rune Kristiansen   | Fabrice Becker     | Heini Baumgartner  |
| 27.                                                | 21 stycznia 1994 | Lake Placid  | MO          | Edgar Grospiron    | Jean-Luc Brassard  | Jörgen Pääjärvi    |
| 28.                                                | 21 stycznia 1994 | Lake Placid  | MO          | Jean-Luc Brassard  | Stéphane Rochon    | Jörgen Pääjärvi    |
| 29.                                                | 22 stycznia 1994 | Lake Placid  | AE          | Jean-Marc Bacquin  | Lloyd Langlois     | Trace Worthington  |
| 30.                                                | 22 stycznia 1994 | Lake Placid  | KB          | Darcy Downs        | David Belhumeur    | Siergiej Szuplecow |
| 31.                                                | 23 stycznia 1994 | Lake Placid  | AE          | Sébastien Foucras  | Mats Johansson     | Kip Griffin        |
| 32.                                                | 28 stycznia 1994 | Le Relais    | BA          | Fabrice Becker     | Rune Kristiansen   | Ian Edmondson      |
| 33.                                                | 28 stycznia 1994 | Le Relais    | BA          | Fabrice Becker     | Heini Baumgartner  | Ian Edmondson      |
| 34.                                                | 29 stycznia 1994 | Le Relais    | MO          | Jean-Luc Brassard  | Olivier Allamand   | Edgar Grospiron    |
| 35.                                                | 29 stycznia 1994 | Le Relais    | MO          | Jean-Luc Brassard  | Olivier Allamand   | Olivier Cotte      |
| 36.                                                | 30 stycznia 1994 | Le Relais    | AE          | Philippe LaRoche   | Ray Fuerst         | Kris Feddersen     |
| 37.                                                | 30 stycznia 1994 | Le Relais    | KB          | David Belhumeur    | Jonny Moseley      | Rick Moseley       |
| 38.                                                | 2 lutego 1994    | La Clusaz    | BA          | Heini Baumgartner  | Fabrice Becker     | Armin Weiss        |
| 39.                                                | 2 lutego 1994    | La Clusaz    | BA          | Fabrice Becker     | Heini Baumgartner  | Ian Edmondson      |
| 40.                                                | 3 lutego 1994    | La Clusaz    | MO          | Edgar Grospiron    | Jean-Luc Brassard  | Thony Hemery       |
| 41.                                                | 3 lutego 1994    | La Clusaz    | MO          | Edgar Grospiron    | Olivier Cotte      | Thony Hemery       |
| 42.                                                | 4 lutego 1994    | La Clusaz    | AE          | Lloyd Langlois     | Sonny Schönbächler | Philippe LaRoche   |
| 43.                                                | 4 lutego 1994    | La Clusaz    | KB          | Darcy Downs        | David Belhumeur    | Rick Moseley       |
| 44.                                                | 7 lutego 1994    | Hundfjället  | BA          | Rune Kristiansen   | Fabrice Becker     | Heini Baumgartner  |
| 45.                                                | 7 lutego 1994    | Hundfjället  | BA          | Fabrice Becker     | Heini Baumgartner  | Rune Kristiansen   |
| 46.                                                | 8 lutego 1994    | Hundfjället  | MO          | Jean-Luc Brassard  | Edgar Grospiron    | Siergiej Szuplecow |
| 47.                                                | 8 lutego 1994    | Hundfjället  | MO          | Edgar Grospiron    | Olivier Cotte      | Siergiej Szuplecow |
| 48.                                                | 9 lutego 1994    | Hundfjället  | AE          | Philippe LaRoche   | Nicolas Fontaine   | Sébastien Foucras  |
| 49.                                                | 9 lutego 1994    | Hundfjället  | KB          | David Belhumeur    | Siergiej Szuplecow | Darcy Downs        |
| 17. Zimowe Igrzyska Olimpijskie 1994 – Lillehammer |                  |              |             |                    |                    |                    |
| 50.                                                | 3 marca 1994     | Altenmarkt   | BA          | Fabrice Becker     | Rune Kristiansen   | Heini Baumgartner  |
| 51.                                                | 3 marca 1994     | Altenmarkt   | BA          | Fabrice Becker     | Rune Kristiansen   | Heini Baumgartner  |
| 52.                                                | 4 marca 1994     | Altenmarkt   | MO          | Jean-Luc Brassard  | Siergiej Szuplecow | Edgar Grospiron    |
| 53.                                                | 4 marca 1994     | Altenmarkt   | MO          | Edgar Grospiron    | Jean-Luc Brassard  | Siergiej Szuplecow |
| 54.                                                | 5 marca 1994     | Altenmarkt   | AE          | Kris Feddersen     | Trace Worthington  | Andy Capicik       |
| 55.                                                | 5 marca 1994     | Altenmarkt   | KB          | Trace Worthington  | Siergiej Szuplecow | David Belhumeur    |
| 56.                                                | 6 marca 1994     | Kirchberg    | MO          | Edgar Grospiron    | Siergiej Szuplecow | Troy Benson        |
| 57.                                                | 6 marca 1994     | Kirchberg    | MO          | Jean-Luc Brassard  | Siergiej Szuplecow | Björn Åberg        |
| 58.                                                | 11 marca 1994    | Hasliberg    | BA          | Heini Baumgartner  | Fabrice Becker     | Ian Edmondson      |
| 59.                                                | 11 marca 1994    | Hasliberg    | BA          | Rune Kristiansen   | Fabrice Becker     | Heini Baumgartner  |
| 60.                                                | 12 marca 1994    | Hasliberg    | MO          | Jean-Luc Brassard  | Siergiej Szuplecow | Troy Benson        |
| 61.                                                | 12 marca 1994    | Hasliberg    | MO          | Siergiej Szuplecow | Edgar Grospiron    | Troy Benson        |
| 62.                                                | 13 marca 1994    | Hasliberg    | AE          | Eric Bergoust      | Lloyd Langlois     | Andy Capicik       |
| 63.                                                | 13 marca 1994    | Hasliberg    | KB          | Siergiej Szuplecow | David Belhumeur    | Jonny Moseley      |

### Klasyfikacje
| Lp. | Zawodnik           | Punkty |
| --- | ------------------ | ------ |
| 1.  | Siergiej Szuplecow | 158    |
| 2.  | David Belhumeur    | 126    |
| 3.  | Trace Worthington  | 116    |
| 3.  | Darcy Downs        | 116    |
| 5.  | Fabrice Becker     | 98     |
| 5.  | Edgar Grospiron    | 98     |
| 7.  | Heini Baumgartner  | 96     |
| 8.  | Rune Kristiansen   | 95     |
| 9.  | Philippe LaRoche   | 93     |
| 9.  | Jean-Luc Brassard  | 93     |

| Lp. | Zawodnik           | Punkty |
| --- | ------------------ | ------ |
| 1.  | Philippe LaRoche   | 744    |
| 2.  | Lloyd Langlois     | 680    |
| 3.  | Nicolas Fontaine   | 672    |
| 4.  | Trace Worthington  | 668    |
| 5.  | Christian Rijavec  | 652    |
| 6.  | Andy Capicik       | 616    |
| 7.  | Kris Feddersen     | 612    |
| 8.  | Sonny Schönbächler | 556    |
| 9.  | Sébastien Foucras  | 552    |
| 10. | Eric Bergoust      | 532    |

| Lp. | Zawodnik           | Punkty |
| --- | ------------------ | ------ |
| 1.  | Edgar Grospiron    | 780    |
| 2.  | Siergiej Szuplecow | 748    |
| 3.  | Jean-Luc Brassard  | 744    |
| 4.  | Olivier Cotte      | 648    |
| 5.  | Sean Smith         | 524    |
| 6.  | Jörgen Pääjärvi    | 520    |
| 7.  | Dominick Gauthier  | 512    |
| 8.  | Fabien Bertrand    | 492    |
| 9.  | John Smart         | 464    |
| 10. | Troy Benson        | 440    |

| Lp. | Zawodnik          | Punkty |
| --- | ----------------- | ------ |
| 1.  | Fabrice Becker    | 788    |
| 2.  | Heini Baumgartner | 768    |
| 3.  | Rune Kristiansen  | 760    |
| 4.  | Ian Edmondson     | 712    |
| 5.  | Armin Weiss       | 664    |
| 6.  | Steven Roxberg    | 564    |
| 7.  | Simen Andresen    | 560    |
| 8.  | Jason Bodnar      | 552    |
| 9.  | Konrad Hilpert    | 532    |
| 10. | Matt Christensen  | 508    |

| Lp. | Zawodnik           | Punkty |
| --- | ------------------ | ------ |
| 1.  | David Belhumeur    | 588    |
| 2.  | Siergiej Szuplecow | 580    |
| 3.  | Darcy Downs        | 568    |
| 5.  | Jonny Moseley      | 540    |
| 5.  | Rick Moseley       | 540    |
| 6.  | Trace Worthington  | 200    |

## Kobiety

### Kalendarz i wyniki
| Lp                                                 | Data             | Miejsce      | Konkurencja | Zwyciężczyni         | 2. miejsce           | 3. miejsce           |
| 1.                                                 | 10 grudnia 1993  | Tignes       | BA          | Cathy Fechoz         | Ellen Breen          | Oksana Kuszczenko    |
| 2.                                                 | 10 grudnia 1993  | Tignes       | BA          | Oksana Kuszczenko    | Ellen Breen          | Natalja Oriechowa    |
| 3.                                                 | 11 grudnia 1993  | Tignes       | MO          | Donna Weinbrecht     | Candice Gilg         | Silvia Marciandi     |
| 4.                                                 | 12 grudnia 1993  | Tignes       | AE          | Lina Cheryazova      | Sonja Reichart       | Caroline Olivier     |
| 5.                                                 | 12 grudnia 1993  | Tignes       | KB          | Katherina Kubenk     | Natalja Oriechowa    | Maja Schmid          |
| 6.                                                 | 14 grudnia 1993  | Piancavallo  | BA          | Jelena Batałowa      | Ellen Breen          | Jeannette Witte      |
| 7.                                                 | 14 grudnia 1993  | Piancavallo  | BA          | Jelena Batałowa      | Ellen Breen          | Jeannette Witte      |
| 8.                                                 | 16 grudnia 1993  | Piancavallo  | AE          | Colette Brand        | Lina Cheryazova      | Kristean Porter      |
| 9.                                                 | 20 grudnia 1993  | La Plagne    | BA          | Ellen Breen          | Cathy Fechoz         | Oksana Kuszczenko    |
| 10.                                                | 20 grudnia 1993  | La Plagne    | BA          | Ellen Breen          | Jelena Batałowa      | Oksana Kuszczenko    |
| 11.                                                | 21 grudnia 1993  | La Plagne    | MO          | Donna Weinbrecht     | Silvia Marciandi     | Stine Lise Hattestad |
| 12.                                                | 21 grudnia 1993  | La Plagne    | MO          | Donna Weinbrecht     | Silvia Marciandi     | Stine Lise Hattestad |
| 13.                                                | 22 grudnia 1993  | La Plagne    | AE          | Colette Brand        | Lina Cheryazova      | Stacey Blumer        |
| 14.                                                | 22 grudnia 1993  | La Plagne    | KB          | Katherina Kubenk     | Natalja Oriechowa    | Maja Schmid          |
| 15.                                                | 7 stycznia 1994  | Blackcomb    | BA          | Oksana Kuszczenko    | Ellen Breen          | Annika Johansson     |
| 16.                                                | 7 stycznia 1994  | Blackcomb    | BA          | Ellen Breen          | Oksana Kuszczenko    | Kristean Porter      |
| 17.                                                | 8 stycznia 1994  | Blackcomb    | MO          | Donna Weinbrecht     | Tatjana Mittermayer  | Anne Dowling         |
| 18.                                                | 8 stycznia 1994  | Blackcomb    | MO          | Donna Weinbrecht     | Stine Lise Hattestad | Liz McIntyre         |
| 19.                                                | 9 stycznia 1994  | Blackcomb    | AE          | Elfie Simchen        | Nikki Stone          | Marie Lindgren       |
| 20.                                                | 9 stycznia 1994  | Blackcomb    | KB          | Katherina Kubenk     | Natalja Oriechowa    | Maja Schmid          |
| 21.                                                | 14 stycznia 1994 | Breckenridge | BA          | Ellen Breen          | Oksana Kuszczenko    | Cathy Fechoz         |
| 22.                                                | 14 stycznia 1994 | Breckenridge | BA          | Cathy Fechoz         | Ellen Breen          | Oksana Kuszczenko    |
| 23.                                                | 15 stycznia 1994 | Breckenridge | MO          | Donna Weinbrecht     | Tatjana Mittermayer  | Liz McIntyre         |
| 24.                                                | 15 stycznia 1994 | Breckenridge | MO          | Donna Weinbrecht     | Ludmiła Dymczenko    | Tatjana Mittermayer  |
| 25.                                                | 16 stycznia 1994 | Breckenridge | AE          | Lina Cheryazova      | Colette Brand        | Natalja Oriechowa    |
| 26.                                                | 16 stycznia 1994 | Breckenridge | KB          | Natalja Oriechowa    | Maja Schmid          | Katherina Kubenk     |
| 27.                                                | 20 stycznia 1994 | Lake Placid  | BA          | Cathy Fechoz         | Oksana Kuszczenko    | Ellen Breen          |
| 28.                                                | 20 stycznia 1994 | Lake Placid  | BA          | Cathy Fechoz         | Ellen Breen          | Oksana Kuszczenko    |
| 29.                                                | 21 stycznia 1994 | Lake Placid  | MO          | Donna Weinbrecht     | Stine Lise Hattestad | Liz McIntyre         |
| 30.                                                | 21 stycznia 1994 | Lake Placid  | MO          | Stine Lise Hattestad | Tatjana Mittermayer  | Donna Weinbrecht     |
| 31.                                                | 22 stycznia 1994 | Lake Placid  | AE          | Lina Cheryazova      | Nikki Stone          | Marie Lindgren       |
| 32.                                                | 22 stycznia 1994 | Lake Placid  | KB          | Maja Schmid          | Katherina Kubenk     | Natalja Oriechowa    |
| 33.                                                | 28 stycznia 1994 | Le Relais    | BA          | Ellen Breen          | Oksana Kuszczenko    | Cathy Fechoz         |
| 34.                                                | 28 stycznia 1994 | Le Relais    | BA          | Ellen Breen          | Annika Johansson     | Jeannette Witte      |
| 35.                                                | 29 stycznia 1994 | Le Relais    | MO          | Donna Weinbrecht     | Stine Lise Hattestad | Candice Gilg         |
| 36.                                                | 29 stycznia 1994 | Le Relais    | MO          | Donna Weinbrecht     | Candice Gilg         | Stine Lise Hattestad |
| 37.                                                | 30 stycznia 1994 | Le Relais    | AE          | Lina Cheryazova      | Natalja Oriechowa    | Nikki Stone          |
| 38.                                                | 30 stycznia 1994 | Le Relais    | KB          | Natalja Oriechowa    | Maja Schmid          | Katherina Kubenk     |
| 39.                                                | 2 lutego 1994    | La Clusaz    | BA          | Ellen Breen          | Cathy Fechoz         | Oksana Kuszczenko    |
| 40.                                                | 2 lutego 1994    | La Clusaz    | BA          | Ellen Breen          | Oksana Kuszczenko    | Jeannette Witte      |
| 41.                                                | 3 lutego 1994    | La Clusaz    | MO          | Candice Gilg         | Raphaëlle Monod      | Petra Moroder        |
| 42.                                                | 3 lutego 1994    | La Clusaz    | MO          | Candice Gilg         | Raphaëlle Monod      | Petra Moroder        |
| 43.                                                | 4 lutego 1994    | La Clusaz    | AE          | Lina Cheryazova      | Kirstie Marshall     | Jilly Curry          |
| 44.                                                | 4 lutego 1994    | La Clusaz    | KB          | Maja Schmid          |                      |                      |
| 45.                                                | 7 lutego 1994    | Hundfjället  | BA          | Ellen Breen          | Cathy Fechoz         | Oksana Kuszczenko    |
| 46.                                                | 7 lutego 1994    | Hundfjället  | BA          | Ellen Breen          | Cathy Fechoz         | Oksana Kuszczenko    |
| 47.                                                | 8 lutego 1994    | Hundfjället  | MO          | Stine Lise Hattestad | Donna Weinbrecht     | Raphaëlle Monod      |
| 48.                                                | 8 lutego 1994    | Hundfjället  | MO          | Stine Lise Hattestad | Donna Weinbrecht     | Tatjana Mittermayer  |
| 49.                                                | 9 lutego 1994    | Hundfjället  | AE          | Lina Cheryazova      | Colette Brand        | Marie Lindgren       |
| 50.                                                | 9 lutego 1994    | Hundfjället  | KB          | Katherina Kubenk     | Maja Schmid          | Natalja Oriechowa    |
| 17. Zimowe Igrzyska Olimpijskie 1994 – Lillehammer |                  |              |             |                      |                      |                      |
| 51.                                                | 3 marca 1994     | Altenmarkt   | BA          | Cathy Fechoz         | Jelena Batałowa      | Ellen Breen          |
| 52.                                                | 3 marca 1994     | Altenmarkt   | BA          | Ellen Breen          | Cathy Fechoz         | Jelena Batałowa      |
| 53.                                                | 4 marca 1994     | Altenmarkt   | MO          | Ludmiła Dymczenko    | Stine Lise Hattestad | Donna Weinbrecht     |
| 54.                                                | 4 marca 1994     | Altenmarkt   | MO          | Ludmiła Dymczenko    | Donna Weinbrecht     | Stine Lise Hattestad |
| 55.                                                | 5 marca 1994     | Altenmarkt   | AE          | Marie Lindgren       | Caroline Olivier     | Lina Cheryazova      |
| 56.                                                | 5 marca 1994     | Altenmarkt   | KB          | Maja Schmid          | Kristean Porter      | Natalja Oriechowa    |
| 57.                                                | 6 marca 1994     | Kirchberg    | MO          | Stine Lise Hattestad | Donna Weinbrecht     | Raphaëlle Monod      |
| 58.                                                | 6 marca 1994     | Kirchberg    | MO          | Donna Weinbrecht     | Stine Lise Hattestad | Candice Gilg         |
| 59.                                                | 11 marca 1994    | Hasliberg    | BA          | Cathy Fechoz         | Ellen Breen          | Jelena Batałowa      |
| 60.                                                | 11 marca 1994    | Hasliberg    | BA          | Cathy Fechoz         | Ellen Breen          | Jelena Batałowa      |
| 61.                                                | 12 marca 1994    | Hasliberg    | MO          | Donna Weinbrecht     | Ludmiła Dymczenko    | Raphaëlle Monod      |
| 62.                                                | 12 marca 1994    | Hasliberg    | MO          | Donna Weinbrecht     | Stine Lise Hattestad | Candice Gilg         |
| 63.                                                | 13 marca 1994    | Hasliberg    | AE          | Colette Brand        | Caroline Olivier     | Lina Cheryazova      |
| 64.                                                | 13 marca 1994    | Hasliberg    | KB          | Kristean Porter      | Maja Schmid          | Natalja Oriechowa    |

### Klasyfikacje
| Lp. | Zawodniczka          | Punkty |
| --- | -------------------- | ------ |
| 1.  | Kristean Porter      | 156    |
| 2.  | Natalja Oriechowa    | 154    |
| 3.  | Katherina Kubenk     | 140    |
| 4.  | Maja Schmid          | 136    |
| 5.  | Donna Weinbrecht     | 100    |
| 6.  | Lina Cheryazova      | 99     |
| 6.  | Ellen Breen          | 99     |
| 8.  | Oksana Kuszczenko    | 96     |
| 8.  | Cathy Fechoz         | 96     |
| 10. | Stine Lise Hattestad | 94     |

| Lp. | Zawodniczka       | Punkty |
| --- | ----------------- | ------ |
| 1.  | Lina Cheryazova   | 792    |
| 2.  | Colette Brand     | 720    |
| 3.  | Nikki Stone       | 688    |
| 4.  | Marie Lindgren    | 656    |
| 5.  | Kristean Porter   | 636    |
| 6.  | Natalja Oriechowa | 596    |
| 7.  | Jacqui Cooper     | 556    |
| 8.  | Hilde Synnøve Lid | 536    |
| 9.  | Maja Schmid       | 512    |
| 9.  | Elfie Simchen     | 512    |

| Lp. | Zawodniczka             | Punkty |
| --- | ----------------------- | ------ |
| 1.  | Donna Weinbrecht        | 800    |
| 2.  | Stine Lise Hattestad    | 756    |
| 3.  | Tatjana Mittermayer     | 704    |
| 3.  | Raphaëlle Monod         | 704    |
| 5.  | Ann Battelle            | 644    |
| 6.  | Jelizawieta Kożewnikowa | 632    |
| 7.  | Raphaëlle Monod         | 580    |
| 8.  | Liz McIntyre            | 568    |
| 9.  | Bronwen Thomas          | 560    |
| 10. | Petra Moroder           | 528    |

| Lp. | Zawodniczka       | Punkty |
| --- | ----------------- | ------ |
| 1.  | Ellen Breen       | 792    |
| 2.  | Oksana Kuszczenko | 764    |
| 2.  | Cathy Fechoz      | 764    |
| 4.  | Annika Johansson  | 704    |
| 5.  | Jeannette Witte   | 632    |
| 6.  | Kristean Porter   | 612    |
| 7.  | Natalja Oriechowa | 588    |
| 8.  | Lara Rosenbaum    | 576    |
| 9.  | Raquel Gutiérrez  | 540    |
| 10. | Katherina Kubenk  | 524    |

| Lp. | Zawodniczka       | Punkty |
| --- | ----------------- | ------ |
| 1.  | Maja Schmid       | 684    |
| 2.  | Katherina Kubenk  | 680    |
| 3.  | Natalja Oriechowa | 672    |
| 4.  | Lisa Hauser       | 528    |
| 5.  | Kristean Porter   | 196    |